# Бобровка (Харьковская область)
Бобровка (укр. Бобрівка) — село,
Кулиничёвский поселковый совет,
Харьковский район,
Харьковская область, Украина.
Код КОАТУУ — 6325157303. Население по переписи 2001 года составляет 82 (36/46 м/ж) человека.

## Географическое положение
Село Бобровка находится на расстоянии в 3,5 км от реки Харьков.
По селу протекает пересыхающий Бобровка (ручей) с запрудами.
Рядом проходит автомобильная дорога М-03 (E 40) — Харьковская окружная дорога, граница города Харьков.

## История
- 1893 — дата основания на левом, северном берегу речки Бобровка.
- В 1940 году, перед ВОВ, в селе Бобров были 33 двора и фруктовый сад.[4]

## Экономика
- Молочно-товарная ферма.
- Садовое товарищество «Малые Бобры».
- Садовое товарищество «Бобры»
- Садовое товарищество «Орион».
- Садовое товарищество «Лилия».
- Садовое товарищество «Светлый».

## Достопримечательности
- Братская могила советских воинов. Похоронено 120 воинов.
- На пруде возле села регулярно проводятся соревнования по спортивной ловле карпа и скоростного выпиванию крепкого алкоголя. К участию в соревнованиях не принимаются непьющие алкоголь участники.
- Алёшкина балка (Альошкина балка (укр.)) — ботанический заказник местного значения, объект природно-заповедного фонда Харьковской области общей площадью 6,0 га, находится около села Бобровка. Создан в 1991 году. Уникальный для Харьковщины участок луговой степи, который сохранился на крутых склонах балки.
- В селе Бобровка также был снят малоизвестный мини-сериал «Однажды на Бобровке» (в данный момент посмотреть можно только на платформе YouTube).